# Stor geléskål
Stor geléskål (Ascocoryne cylichnium) är en svampart som först beskrevs av Louis René Tulasne, och fick sitt nu gällande namn av Korf 1971. Enligt Catalogue of Life ingår Stor geléskål i släktet geléskålar, ordningen disksvampar, klassen Leotiomycetes, divisionen sporsäcksvampar och riket svampar, men enligt Dyntaxa är tillhörigheten istället släktet geléskålar, familjen Helotiaceae, ordningen disksvampar, klassen Leotiomycetes, divisionen sporsäcksvampar och riket svampar. Arten är reproducerande i Sverige. Inga underarter finns listade i Catalogue of Life.